# Sebastian Gluth
Sebastian Gluth (* 1983 in Wiesbaden) ist ein deutscher Psychologe.

## Leben
Nach dem Studium (2004–2009) der Psychologie an der Humboldt-Universität zu Berlin war er von 2009 bis 2013 Doktorand am Institut für Systemische Neurowissenschaften (PI: Christian Büchel) am Universitätsklinikum Hamburg-Eppendorf. Von 2013 bis 2016 war er Postdoc in der Abteilung Economic Psychology (PI: Jörg Rieskamp) an der Universität Basel. Er erforschte insbesondere die auf Belohnung basierenden Lern- und Entscheidungsprozessen zugrunde liegenden neuronalen und kognitiven Mechanismen. Von 2016 bis 2020 lehrte er als Assistenzprofessor für Decision Neuroscience an der Universität Basel. Seit 2020 ist er Professor für Allgemeine Psychologie an der Universität Hamburg.